# Monty
För artisten, se Monty (artist).
Monty är en amerikansk dagspresserie skapad av tecknaren Jim Meddick. I Sverige publicerades serien i tidningen Larson! till och med dennas nedläggning 2009 och sedan 2010 i Nya Serieparaden.
Serien startade 1985 under namnet Robotman. Den handlade då om en robot från yttre rymden som bodde hos en familj på jorden. Ursprungligen skulle serien användas av en leksakstillverkare för att sälja Robotman-dockor, dessa blev dock, till skillnad från serien, aldrig någon succé. Någon gång under 1990-talet flyttade Robotman in hos den nördige serietecknaren Monty. Monty kom alltmer att ta över serien och 2001 skrevs Robotman ut helt, efter att ha blivit bortförd av utomjordingar. Serien bytte då också namn till Monty. Enligt Meddick är namnet Monty taget som en hyllning till Monty Python, en av tecknarens influenser.
Förutom Monty ingår i persongalleriet också bland annat Montys ölpimplande vän Laban och dennes papegoja Pilsner, Montys konstnärliga men smått galna flickvän Loco Ohno, Montys hårlösa Sfinx-katt Fleshy och utomjordinghybriden Mr. Dave Pi, som Monty fick i utbyte mot Robotman.